# World3
Das World3-Modell ist eine kybernetische Computersimulation, um die Wechselwirkungen zwischen Faktoren wie Bevölkerung, industriellem Wachstum, Nahrungsmittelproduktion und deren Einfluss auf mögliche Grenzen in Ökosystemen der Erde zu erforschen. Es wurde ursprünglich im Auftrag des Club of Rome unter Führung von Dennis L. Meadows und Jørgen Randers entwickelt. Die daraus gewonnenen Ergebnisse wurden im Buch Die Grenzen des Wachstums veröffentlicht.
Das Modell selbst wurde im Buch Dynamics of Growth in a Finite World dokumentiert. Es fügte neue Merkmale zu Jay Wright Forresters World2-Modell hinzu. Durch einige kleinere Optimierungen des ursprünglichen World3-Modells entstand das World3/91-Modell, das im Buch Die neuen Grenzen des Wachstums benutzt wird, und schließlich entstand durch weitere kleinere Änderungen das World3/03-Modell. Zuletzt wurde es in erneut aktualisierter Form für die 2004 erschienene Studie Limits to Growth: The 30-Year Update von Meadows et al. verwendet.
Jørgen Randers gehörte 2022 zu den Mitentwicklern des Integrated-Assessment-Modells Earth for All (E4A), das vielfach als Nachfolger von World3 gilt.

## Landwirtschaftliches System
In diesem Teilsystem gibt es Land und Düngemittel. Beides wird für eine effektive Landwirtschaft benötigt: je mehr Land bzw. Düngemittel zur Verfügung stehen, desto mehr Nahrungsmittel können produziert werden. Nach diesem Modell muss es irgendwann eine Nahrungsmittelknappheit geben, da bewirtschaftbares Land ebenso endlich ist wie die industrielle Produktion von Düngemitteln. Dadurch kann die produzierbare Menge an Nahrungsmitteln nicht mit der Nachfrage einer stetig wachsenden Weltbevölkerung Schritt halten.

## Nicht erneuerbare Rohstoffe
Das Teilsystem über die nicht erneuerbaren Rohstoffe nimmt an, dass die Gesamtmenge von Rohstoffen endlich ist (ca. 110 mal der Verbrauch von 1990 im World3/91-Modell). Diese Vorräte können ausgeschöpft werden und dienen dann als Eingabegröße für die anderen Teilsysteme des Modells. Eine weitere wichtige Annahme dieses Modells ist, dass die Rohstoffgewinnung anfangs relativ leicht, dann aber zunehmend schwieriger wird.

## Rezeption des Modells
Das World3-Modell ist stark kritisiert worden. Sowohl die Schöpfer des Modells selbst, einige Ökonomen sowie weitere ganz unterschiedliche Quellen übten und üben Kritik daran.
Einer der Hauptkritikpunkte des Modells ist, dass die Wirklichkeit der Welt ab der ersten Veröffentlichung des Modells in den 1970er-Jahren nicht korrekt vorausgesagt worden sei. Diese Kritik ist im Allgemeinen falsch, da beispielsweise die Hauptvoraussage (Überschreiten der Wachstumsgrenzen mit anschließendem Kollaps) im Standardlauf des Modells nicht vor dem Jahr 2015 eintritt. Für die anderen Voraussagen gilt ähnliches. Das Modell errechnet, dass die Menschheit ungefähr ein Jahrhundert nach der Veröffentlichung des Buches, d. h. etwa 2072, bei Missachtung der grundlegenden Grenzen des Wirtschaftswachstums mit äußerst ernsten ökologischen Problemen zu rechnen habe. Diese Probleme werden nach dem Modell in den 2030er und 2040er Jahren beginnen, offensichtlich zu werden. Zudem sagen einige der anderen Läufe im Modell sogar spätere Zeitpunkte für den Anfang des Zusammenbruchs voraus. Das 1992 verfasste Buch Die neuen Grenzen des Wachstums beschreibt mehrere Werte des Modells, die geändert werden mussten, um das seit dieser Zeit Beobachtete darstellen zu können. Keine jener Änderungen ist ausreichend, um die allgemeinen qualitativen Schlussfolgerungen zu ändern, wie sie von der Gruppe um Meadows gezogen wurden.
Da die Erfinder des Modells mit ihm am vertrautesten sind, gilt ihre Kritik als die relevanteste. Im Buch Groping in the dark: The First Decade of Global Modelling (Seite 129) schreibt Donella Meadows sinngemäß:
Wir haben großes Vertrauen zu den grundlegenden qualitativen Annahmen und Schlussfolgerungen des Modells im Punkte der Instabilität des gegenwärtigen globalen sozialökonomischen Systems und der allgemeinen Arten von Änderungen, die im Hinblick zur Stabilität führen oder nicht führen. Wir haben relativ großes Vertrauen in die Feedback-Schleifen-Struktur des Modells, allerdings mit einigen Ausnahmen, die ich unten aufführe. Wir haben ein gemischtes Maß an Vertrauen zu den numerischen Parametern des Modells; einige sind bekannte physikalische oder biologische Konstanten, die sich wohl kaum verändern, einige sind statistisch abgeleitete gesellschaftliche Indizes, deren Wahrscheinlichkeit, dass sie sich verändern, nicht gering ist und einige sind echte Vermutungen, die die Größenordnung betreffen. Die strukturellen Annahmen in World3, die zweifelhaft und empfindlich genug sind, um eine Rolle zu spielen, sind:
- das konstante Kapitalausgabe-Verhältnis (das keine abnehmenden Grenzerträge des Kapitals annimmt),
- die residiale Natur der Investmentfunktion,
- der im Allgemeinen unbedeutende Beitrag der Arbeitskraft zur Gesamtfunktion.

Allerdings sah Donella Meadows kaum Probleme in den grundlegenden qualitativen Annahmen, so dass diese von anderen Autoren überprüft wurden.
Eine detaillierte Kritik des Modells ist in dem 1973 erschienenen Buch Models of Doom: A Critique of the Limits to Growth von H. S. D. Cole und Christopher Freeman zu finden.
Sowohl Julian L. Simon als auch Bjørn Lomborg haben die im Modell enthaltenen Annahmen diskutiert. Die erste von ihnen kritisierte Annahme ist diejenige endlicher natürlicher Vorräte. Das Modell enthalte eine harte Grenze und sehe keinen Übergang zu Ersatzrohstoffen vor. Des Weiteren seien die Grenzen des landwirtschaftlichen Systems ungültig, da sie auf der limitierten Menge an Land beruhen. Jedoch sei dies ein Widerspruch, da das Modell erlaube, mehr Nahrungsmittel mit der gleichen Menge an Land durch Steigerungen anderer landwirtschaftlicher Einflussgrößen (wie Düngemittel) zu produzieren.
Die Kritikpunkte am Modell sind nicht von der Hand zu weisen. Jedoch selbst bei Unterstellung unbegrenzter natürlicher Ressourcen prognostiziert das Modell einen Zusammenbruch aufgrund der Umweltverschmutzung. Das Modell kann daher ebenso wie seine Grundannahme (nämlich existierender Wachstumsgrenzen) nicht als widerlegt gelten.

### Weiterführende Literatur
- Karsten Herzmann, Caroline Seibert: Neue Perspektiven für die ökologische Wachstumskritik (PDF 376 kB), 2005
- Athanasios Karathanassis: Kapitalistische Naturverhältnisse. Ursachen von Naturzerstörungen – Begründungen einer Postwachstumsökonomie. VSA, Hamburg 2015, ISBN 978-3-89965-623-7.
- Friedrich Schmidt-Bleek: Wieviel Umwelt braucht der Mensch? Das Maß für ökologisches Wirtschaften. Birkhäuser, Basel 1994, ISBN 3-76-432959-9
- David Woodward und Andrew Simms:  Growth Isn't Working. London 2006, ISBN 1-90-488206-4, (engl.)

### Populärwissenschaftliche Literatur
- Johannes M. Waidfeld: Wachstum, der Irrtum, Wohlstand, eine gesellschaftliche Betrachtung, Fischer & Fischer Medien AG, Frankfurt 2005, ISBN 3-89950-076-8

### Software
- Java-E-Learning-Implementierung und Analyse des World3-Modells Anschauliche Realisierung des World3-Modells als Java-Applet
- Ventana Vensim Dem Programm ist das Originalmodell World3-2003 von Donella H. Meadows, Dennis L. Meadows und Jørgen Randers als Beispiel beigefügt.
- Implementierung in JavaScript

## Einzelnachweis
1. ↑  Pierluigi Crescenzi, Giorgio Gambosi, Lucia Nasti, Aurora Rossi, Emanuele Natale: A sensitivity analysis of the Earth for all model: Getting the giant leap scenario with fewer policies. In: Journal of Industrial Ecology. 12. November 2024, ISSN 1088-1980, doi:10.1111/jiec.13582 (wiley.com [abgerufen am 13. November 2024]).